# 4267 Баснер
4267 Баснер (4267 Basner) — астероїд головного поясу, відкритий 18 серпня 1971 року.
Тіссеранів параметр щодо Юпітера — 3,545.